# Chmilnyk

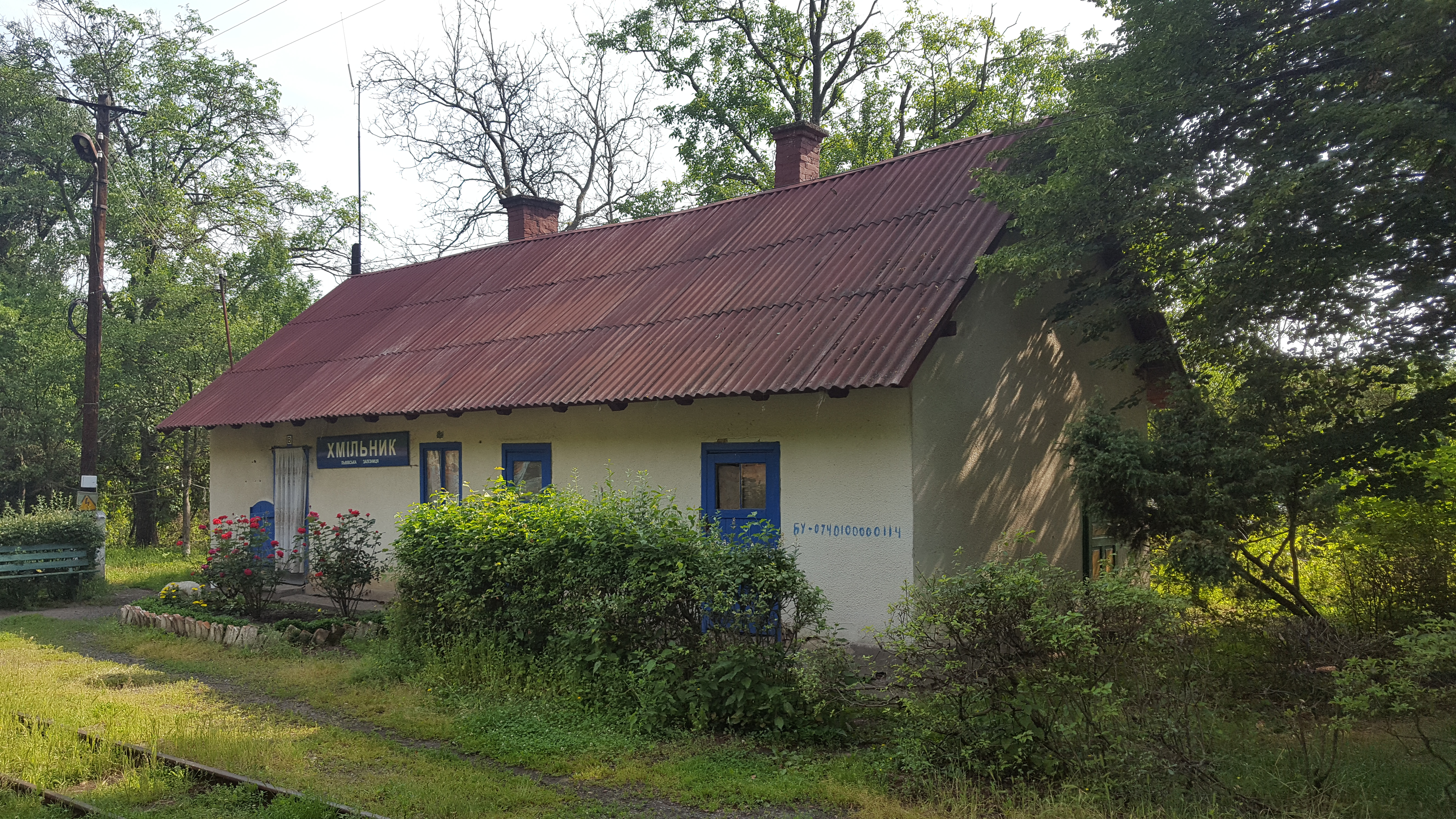
Het station van Chmeliv

Chmilnyk (Oekraïens: Хмільник, Hongaars: Komlós) is een dorp in de rajonBerehove, in het Oblast Transkarpatië. De plaats heeft 426 inwoners.
Het dorp ligt in de vallei van de rivier de Tisza, aan de overzijde van de rivier ligt Roemenië.
De plaats werd in 1341 voor het eerst vermeld onder de naam Komlós en was de vestigingsplek van de Hongaarse adellijke familie Komlóssy. 